# Högkyrklighet
Högkyrkligheten inom reformatoriska trossamfund är en religiös riktning som värdesätter sakramenten, liturgin, ämbetet och kyrkans tradition. Högkyrkligheten kan sägas vara motsatsen till lågkyrklighet i synen på kyrkan och ämbetet, därför att Guds verksamhet och handlande genom nådemedlen, inte individernas omvändelseupplevelser, betraktas som grunden för kyrkans existens.  Vikten av personlig kristen tro betonas.
Gudstjänstens genomtänkta utförande och skönhet är viktig inom högkyrkligheten. Man strävar vidare efter att återupptäcka kyrkans katolicitet i betydelsen hennes världsvidhet och gemensamma arv. Kloster och ordensliv kan ha en stark ställning, liksom så kallade tertiärordnar.
Svenska kyrkan har både under århundradena efter reformationen och alltsedan slutet av 1800-talet bevarat och så småningom återupplivat medeltida förreformatorisk liturgi och bruk i mycket högre utsträckning än många andra lutherska kyrkor och kan därför betraktas som högkyrklig i den bemärkelsen, vilket i viss utsträckning även gäller svenska kyrkans dotterkyrkor: evangelisk-lutherska kyrkan i Finland, i Estland och i Lettland.
Vissa, kanske synnerligen högkyrkliga, lutheraner som vill betona katoliciteten i sin tro kallar sig lutherska katoliker eller katoliker av den augsburgska bekännelsen, eller desto oftare evangeliska katoliker. Notera att katolsk här används i bemärkelsen allmännelig/världsvid/ursprunglig och inte romersk-katolsk, vilket de flesta i vardagligt tal associerar med ordet. Det finns alltså ingen motsägelse i att vara luthersk katolik.

## Anglikansk högkyrklighet
Det svenska ordet "högkyrklighet" är lånat från det engelskspråkiga uttrycket High Church. Under den engelska restaurationen efter 1660, under 1700-talet och i början av 1800-talet syftade uttrycket High Church på anglikanska åskådningar, sedvanor och personer som betonade pånyttfödelsen i dopet, Jesu verkliga närvaro i kommunionen, firande av eukaristi särskilt ofta och strikt användning av Den allmänna bönboken. Till skillnad från sådana anglikaner som var Low Church, ansåg de högkyrkliga 1700-talsanglikanerna att improviserad (extemporerad) bön hörde hemma i det privata bönelivet, inte i den offentliga gudstjänsten, och till skillnad från lågkyrkliga anglikaner hade högkyrkliga anglikaner vanligtvis en mera positiv syn på den athanasianska trosbekännelsen och den anglikanska sjukbesöksandaktens anvisning om bikt. Vad gäller gudstjänstlivets ceremoniel skilde sig 1700-talets högkyrkoanglikaner inte nämnvärt från sina lågkyrkliga motsvarigheter: Röcklin och predikoscarf utgjorde normen i båda grupperna. Högkyrkoanglikaner av 1700-talstyp var starka anhängare av statskyrkosystemet.
Från och med 1830-talet utvecklades en ny typ av högkyrkoanglikanism. Oxfordrörelsen, som också brukar kallas för traktarianismen började som en protest mot parlamentets indragning av anglikanska stift på Irland. Till skillnad från den gamla högkyrkoanglikanismen ansåg traktarianismen att staten inte borde lägga sig i kyrkans inre angelägenheter, och en starkare betoning av biskopsämbetet och den apostoliska successionen började utvecklas. Till en början visade traktarianismen inte något intresse för liturgiska förändringar, men från och med 1850-talet omvandlades rörelsen till en liturgiskt intresserad anglokatolicism, som ville återinföra sådan liturgisk skrud och kyrkoprydnad som anvisades i 1559 års (ännu lagligt förpliktigande) Ornaments Rubric. Sedan denna tid är uttrycket High Church mindre vanligt förekommande om nutida anglikanska rörelser. Den nutida anglikanska högkyligheten beskrivs istället som den "anglo-katolska" traditionen.

## Reformert högkyrklighet
På brittiska öarna och i det kontinentala Europa kom 1700-talets reformerta trossamfund att fira gudstjänst med tre långa, ofta improviserade, böner och en lång predikan. I USA gjorde ett antal väckelserörelser att somliga refomerta församlingar övergick till att fira gudstjänst i väckelsemötets form. Från och med 1844 utvecklades en konfessionell reformert högkyrkorörelse vid namn Mercersburgteologin, som betonade vikten av regelbundet eukaristifirande, Jesu verkliga andliga närvaro i kommunionen och fixerade traditionella böner i gudstjänstordningarna.
Liknande utvecklingar inträffade i franska hugenottsamfund, men tog förnyad fart under mellankrigstiden, och har bland annat tagit sig uttryck i den (ursprungligen reformerta) ekumeniska kommuniteten i Taizé.

## Högkyrklighet inom Svenska kyrkan
Huvudsida:Svenska kyrkan#Högkyrklighet
Högkyrkliga rörelser i olika former har traditionellt varit starka inom Svenska kyrkan, jämfört med andra lutherska samfund. Det är dock inte korrekt att sätta likhetstecken mellan högkyrklighet och Oxfordrörelsen eller Kyrklig förnyelse även om dessa sammanhang onekligen är delar av högkyrkligheten. Grunden för detta är att såväl gammalkyrkligheten och den svenskakyrkliga grenen av Luthersk ortodoxi har kallats för luthersk högkyrklighet. Den nya högkyrkligheten, även kallad nylutheranism ("Lundahögkyrklighet"), uppstod i Lund omkring Anton Niklas Sundberg, Ebbe Gustaf Bring och Wilhelm Flensburg. Dessa satte kyrkan i förgrunden för frälsningen, framför tron och Ordet. Samma rörelse förekom i Tyskland runt Vilmar, Löhe och Kliefoth. De båda sistnämnda är idag stora inspirationskällor för den amerikanska Missourisynoden bland annat i deras förståelse av ämbetet.
Uddo Lechard Ullmans arbete med den nya kyrkohandboken 1894 blev viktigt för den liturgiska förnyelsen.